# جنگ‌های ایران و روم

ارمنستان در اوایل قرون وسطی، مرز روم و ایران

جنگ‌های ایران و روم اشاره به مجموعه‌ای از نبردها و کشمکش‌ها میان قدرت‌های جهان رومی-یونانی و جهان ایرانی بود که برای حدود هفت قرن دنیای متمدن روزگاران باستان را تحت تأثیر خود قرار داده بود.
این جنگ‌ها با نخستین برخورد نظامی ایرانیان و رومیان که با عبور کراسوس از رود فرات در دوره متاخر جمهوری روم و اواسط دوران اشکانی، یعنی در سال ۵۳ پیش از میلاد آغاز شد و در طول هم‌زیستی اشکانیان و ساسانیان با امپراتوری روم و امپراتوری روم شرقی ادامه پیدا کرد.
این کشمکش‌ها تنها محدود به ایران و روم نبود و دولت‌های دست‌نشانده دو امپراتوری و متحدان آن‌ها را نیز درگیر خود می‌کرد. جنگ‌های ایران و روم سرانجام راه را برای فتوحات مسلمانان هموار ساخت که منجر به سقوط شاهنشاهی ایران و کاهش شدید مساحت امپراتوری روم شد و رومیان هرگز نتوانستند مانند قبل به عنوان یک قدرت بزرگ در منطقه تأثیرگذار باشند.
گرچه جنگ‌های ایران و روم برای هفت قرن ادامه پیدا کرد، اما مرزهای دو امپراتوری، با در نظر نگرفتن دست‌به‌دست شدن شهرهای مرزی مانند دورا اروپوس و نصیبین، تا حد بسیار زیادی ثابت ماند. در واقع این جنگ‌ها آئین رومیان را نیز عوض کرده بود، زمانی که شاپور یکم به روم حمله کرد به نوعی باعث تغییر دین رومیان از اله پرستی و بت‌پرستی به پرستش خداوند یگانه و دین مسیحیت شد. این کشمکش‌ها مانند یک طناب‌کشی قدرت بود: شهرها، دژها و استان‌های مرزی به صورت متوالی و پی در پی غارت، تسخیر و دست به دست می‌شدند، اما هیچ‌کدام از دو دولت قادر نبود به صورت طولانی مدت در قلمروی دیگری پیشروی کند. هر دو امپراتوری فتوحاتی در فرای مرزهای خود داشتند، اما توازن قدرت تقریباً همیشه ثابت بود. باوجود اینکه ارتش‌های ایرانی و رومی در ابتدا به شیوه‌های متفاوتی در جنگ‌ها حضور پیدا می‌کردند، اما استراتژی‌های جنگی یکدیگر را تقلید کردند و در قرون نهایی جنگ‌ها، عملاً دو ارتش یکسان و با تاکتیک‌های جنگی مشابه در برابر هم صف‌آرایی می‌کردند.
در نهایت ایران و روم برای این جنگ‌ها هزینه بسیار گزافی پرداخت کردند.طولانی و فرسایشی شدن نبردها طی سده‌های ششم و هفتم میلادی هر دو امپراتوری را در برابر ظهور رعد آسای خلافت راشدین آسیب‌پذیر قرار داد. ارتش‌های مسلمان که درست پس از پایان آخرین جنگ ایران و روم از صحرای عربستان سر برآوردند. شاهنشاهی ایران در عرض چند سال تصرف و سقوط کرد و امپراتوری روم را از قلمروهایش در شام، قفقاز، مصر و شمال آفریقا بیرون راندند. سایر قلمروهای باقی مانده امپراتوری روم نیز به مرور زمان توسط مسلمانان فتح شد که در نهایت منجر به سقوط این امپراتوری و فتح قسطنطنیه گردید. آخرین دور از این سلسله جنگ‌ها با پیروزی رومیان به پایان رسید.

## پیش‌زمینه
به گفته جیمز هاوار-جانسون، از «قرن سوم پیش از میلاد تا قرن هفتم پس از میلاد، بازیگران صحنه قدرت [در شرق]، نیروهای سیاسی عظیم و جاه‌طلبی بودند که توانایی ضمیمه کردن مناطقی فراتر از مرزهای خود را داشتند». با این پیش‌زمینه، ایرانیان و رومی‌ها در حالی با یکدیگر روبرو شدند که هرکدام از آن‌ها، بخش‌هایی از امپراتوری درحال زوال سلوکی را به قلمروی خود ضمیمه کرده بودند.
در سده سوم پیش از میلاد، اقوام ایرانی پرنی از آسیای‌میانه خود را به شمال ایران کنونی رساندند؛ گرچه سلوکیان توانستند برای مدتی جلوی پیشروی آنان را بگیرند، اما در نهایت در قرن دوم پیش از میلاد راه خود را باز کرده و تا آغاز قرن یکم پیش از میلاد، ایران، میانرودان و ارمنستان را به امپراتوری درحال ظهور خود ضمیمه کردند. سلسله اشکانی که در راس این واحد سیاسی جدید ایرانی قرار داشت، در برابر تلاش‌های متعدد امپراتوری سلوکی برای بازپس‌گیری سرزمین‌های از دست رفته با قدرت پایداری کرد و توانست چندین شاخه از شاهزادگان ایرانی را بر تخت پادشاهی‌های قفقاز، از جمله ارمنستان، ایبری و آلبانیای قفقاز بنشاند. در همان حال، جمهوری روم که با قدرت مناطق حوزه مدیترانه را یکی پس از دیگری به خاک خود ضمیمه می‌کرد، سلوکیان را با شکست دادن آنتیوخوس سوم در ترموپیل و مگنزیا از آناتولی بیرون راند. سرانجام، در سال ۶۴ پیش از میلاد، پومپی یکی از اعضای حکومت سه نفره روم، آخرین قلمروی باقی مانده سلوکی یعنی سوریه را فتح کرد و این اتفاق بود که زمینه‌ساز رویارویی ایرانیان و رومیان گردید.

## جنگ‌های اشکانیان و رومیان

### جمهوری روم

#### حمله کراسوس به ایران و شکست رومیان
در سال ۵۴ پیش از میلاد لیسینیوس کراسوس یکی از سه عضو تریوم‌ویرات اول که در آن زمان فرماندار سوریه بود برای عقب نماندن از دو عضو دیگر حکومت (پومپیئوس کبیر و ژولیوس سزار) و بدون اعلام جنگ از رود فرات گذشت، وی در آغاز به موفقیت‌هایی دست یافت. وی زمستان سال ۵۳/۵۴ پیش از میلاد به سوریه بازگشت و گروهان‌هایی را برای پاسداری از سرزمینهای اشغال شده بین‌النهرین باقی گذاشت. او دوباره در بهار سال ۵۳ پیش از میلاد بدون توجه به اندرزهای آرتاواز شاه ارمنستان مبنی بر پیشروی نکردن در سرزمینهای هموار بین‌النهرین بدان سوی به حرکت درآمد. اُرُد خود با بخشی از سپاه یک پُستِ دیده‌بانی را در ارمنستان گرفت و وظیفه رویارویی با کراسوس را بر دوش سورنا نهاد. سرانجام دو سپاه در حرّان (کارهه) به هم رسیدند.
تعداد ارتش ایران به فرماندهی سورنا ده هزار و تعداد افراد سپاه روم ۴۲ هزار نفر بود . استراتژی اصلی ارتش ایران در این نبرد، تیراندازی و جنگ و گریز بود درحالی‌که سپاه روم تحرک خاصی نداشت و تنها حالت دفاعی به خود گرفته بود.
نتیجه نبرد حران برای رومیان فاجعه بار بود چرا که ایرانیان با بهره جستن از شگردهای گوناگون جنگی خود سپاه روم را نابود ساختند.∗
تلفات سپاه رومی بیست هزار کشته و ده هزار اسیر بود.
در پی این پیروزی و خلأ قدرت روم در آسیای صغیر و سوریه سپاه ایران به فرماندهی پاکور پسر اُرُد به این سرزمین‌ها یورش بردند. سواران پارتی تا کیلیکیه و سوریه پیش راندند ∗ و باروهای شهر انطاکیه را تسخیر نمودند هرچند به محاصره شهر نپرداختند و به تاراج پیرامون آن بسنده کردند. شکستی که بخشی از سپاه ایران در آنتیگونه متحمل شدند و بی عملی پاکور وقفه‌ای بود که رومیان از آن بهره جستند و به کمک سوریه شتافتند. شایع شد که قرار است اُرُد با بخشی از سپاه خویش به سوریه بتازد. به هر روی رومیان توانستند این خطر را دور کنند زیرا اوروناداپات شَهرَب بین‌النهرین را که به اُرد تمایل داشت به سمت خویش کشیدند و محرمانه پاکور را نامزد پادشاهی نمودند∗. در نتیجه اُرد پاکور را فراخواند و ایرانیان به این سوی فرات بازگشتند.

#### برنامه سزار برای حمله به ایران
ژولیوس سزار در سال‌های پایانی عمرش در یک برنامه بلند پروازانه، در سر داشت تا برای فتح ایران به شرق لشکرکشی کند. گفته شده ارتشی که او برای فتح ایران گرد آورده بود، بزرگ‌ترین سپاهی بود که جهان تا به آن روز به خود دیده بود. با این‌حال، قتل ژولیوس سزار به دست سناتورهای رومی این برنامه را نیمه تمام گذاشت. هرچند مارکوس آنتونیوس، دوست نزدیک سزار، چند سال بعد کار نیمه تمام او را به اتمام رساند؛ با این حال به سختی از ایران شکست خورد.
منابع باستانی (به‌طور مشخص پلوتارک) می‌گویند که سزار از اواخر سال ۴۵ پیش از میلاد برنامه‌ریزی خود برای اردوکشی به شرق را آغاز کرده بود. تا سال ۴۴ پیش از میلاد، او شصت هزار لژیونری (شانزده لژیون) و ده هزار سواره نظام گرد آورده بود. همچنین چند هزار سواره نظام اوکسیالری (سربازانی که شهروند رم نبودند) قرار بود تا این سپاه را پشتیبانی کنند.
لژیون‌های سزار به مقدونیه فرستاده شده بودند تا برای این اردوکشی آموزش ببینند. آکتاویوس (آگوستوس) به آپولونیا فرستاده شده بود تا با سپاهیان در ارتباط باشد. سزار در نظر داشت تا در روز هجدهم ماه مارس (ماهی که رومیان باستانی معمولاً لشکرکشی‌هایشان را در آن انجام می‌دادند و به مارس، خدای جنگ رومی تعلق داشت) رم را ترک کرده و به سپاه خود بپیوندد، با این حال سه روز پیش از آن ترور شد.
این اردوکشی قرار بود سه سال به طول بینجامد. ابتدا به داکیا حمله کرده و این منطقه را تابع روم کند، سپس از آنجا از مسیر ارمنستان (مارکوس آنتونیوس نیز از طریق ارمنستان به ایران حمله کرد) به ایران حمله‌ور شود. اختلاف میان منابع باستانی از اینجا آغاز می‌شود. سوئتونیوس معتقد است که سزار قصد نداشت تا بیشتر پیشروی کند و تنها به جداسازی ارمنستان از دولت اشکانی راضی بود و ابتدا برنامه داشت تا قدرت ایران را محک بزند. اما پلوتارک می‌گوید سزار فتح تمام امپراتوری ایران را در سر داشت و حتی پس از آن قصد داشت تا به سکاستان (سرزمینِ قوم ایرانی سکا) حمله کرده و سپس به ژرمانیا یورش برده و پس از آن به رم بازگردد. با این حال تاریخ دانان معاصر معتبر بودن نوشته‌های پلوتارک را زیر سؤال برده و معتقدند او به دنبال این بوده تا با مقایسه سزار و اسکندر (و برنامه سزار برای تکرار فتح ایران به دست اسکندر) میان رومیان و یونانیان یک ارتباط خویشاوندی ایجاد کند.

#### حمله ایران به سوریه و آناتولی
شعله‌ور شدن جنگ‌های داخلی روم میان جمهوری خواهان و طرفداران امپراتوری ارد را به فکر اقدامی تهاجمی انداخت. رویدادی که اجرای این برنامه را آسان نمود آمدن لابینوس یکی از پیک‌های جمهوری خواهان برای درخواست کمک بود. در بهار سال ۴۰ پیش از میلاد سپاه ایران به فرماندهی پاکور و لابیِنوس از فرات گذشت و پس از دو نبرد سخت که سواران ایرانی به برکت شگردهای جنگی خود پیروز شدند، سوریه را تسخیر نمودند. ارتش ایران پس از پیروزی به دو بخش تقسیم شد. لابیِنوس با بخشی از سپاه به آسیای صغیر رفت و بخش بزرگی از آنجا را گرفت و پاکور به سمت جنوب و فلسطین رفت. سپاه جنوب نیز خود به دو بخش تقسیم شد یکی به فرماندهی پاکور و دیگری به فرماندهی برزافره. پاکور شهرهای فنیقیه و یهودیه را تسخیر کرد غیر از شهر صور که پایداری نمود. بقیه بخش‌ها هم توسط سورنا فتح شد. پارتیان آنگاه مالخوس شاه نبطیان را فرمانبردار خود ساختند. بدین سان ایرانیان در مدتی کوتاه بر سراسر روم خاوری (جز مصر) چیره گشتند. کشته شدن سورنا در نبرد نقشه ارد برای پیشروی را نقش بر آب کرد و رومیان با موفقیت سرزمین‌های اشغال شده توسط ایران را آزاد کردند.
پس مارکوس آنتونیوس سپاهی به فرماندهی سردار با کفایت رومی ونتیدیوس باسوس به خاور گسیل داشت. نخست در سال ۳۹ پیش از میلاد ونتیدیوس باسوس در آسیای صغیر لابینوس را غافلگیر نمود و شکست داد، خود لابینوس نیز اسیر و سپس اعدام شد. سپس با شکست سواران اشکانی که در راه‌های ورودی سوریه گماشته شده بودند به سوریه راه یافت و سوریه، فنیقیه و یهودیه را بازپس گرفت. سال بعد پاکور برای گشودن دوباره این سرزمین‌ها بخت خود را آزمود اما قاطعانه در نبرد کوه گینداروس شکست خورد و کشته شد؛ در نتیجه فرات دوباره به مرز دو امپراتوری تبدیل گردید.

#### حمله آنتونیوس به ایران
حمله مارک آنتونی به ایران جنگ بزرگی بود که میان جمهوری روم، به سرکردگی مارکوس آنتونیوس، و شاهنشاهی ایران، به رهبری فرهاد چهارم، روی داد.
ژولیوس سزار درحالی توسط سنا ترور شد که درحال برنامه‌ریزی برای حمله به ایران بود. چهار سال پس از ترور سزار، ایرانیان با نیروهای جمهوری‌خواه رومی متحد شدند و به شرق جمهوری روم، منطقه‌ای که مطابق قرارداد میان اعضای حکومت سه نفره دوم در اختیار آنتونی (آنتونیوس) بود، حمله بردند. باوجود اینکه ایرانیان در ابتدا به صورت رعدآسایی بخش‌های بزرگی از آسیای کوچک و شام را فتح کردند، آنتونی توانست در یک ضدحمله مناطق اشغال شده را آزاد سازد.
پس از بیرون راندن نیروهای ایرانی از قلمروی جمهوری روم، مارک آنتونی، با همکاری متحدان منطقه‌ای خود، سپاهی که بالغ بر 113 هزار نفر بود را به سمت ایران روانه کرد. او با همراهی پادشاه ارمنستان از سمت آذربایجان وارد ایران شد ولی کاری از پیش نبرد و مورد حملات  پارتیزانی سپاه ایرانیان قرار گرفت و به صورت خفت‌ باری شکست خورد و مجبور به عقب‌ نشینی شد. 
آنتوان چون به خاک ارمنستان بازگشت ، تلفات سپاهش به 20 هزار نفر پیاده نظام و 4 هزار سوار رسیده بود و تا بازگشت او به فنیقیه 8 هزار تلفات دیگر هم داد .
از این زمان بود که اصطلاح جنگ های پارتیزانی ( جنگ پارتی ) در دنیا رواج پیدا نمود .
تاریخ‌نگاران معمولاً عقب‌نشینی فاجعه‌بار او را با عقب‌نشینی ناپلئون از روسیه که منجر به مرگ صدها هزار نفر از سربازان ارتش بزرگ شد، مقایسه می‌کنند. پلوتارک می‌گوید پس از گذر از رود ارس و خروج از خاک ایران، رومیان مانند نجات یافتگان از دریا زمین را می‌بوسیدند و گریه‌کنان یکدیگر را در آغوش می‌گرفتند.
صلح‌نهایی سیزده سال پس از پایان این جنگ، میان آگوستوس- نخستین امپراتور روم - و فرهاد چهارم به امضا رسید.

### ظهور امپراتوری روم

#### نبرد بر سر ارمنستان
با ناکام ماندن سیاست‌های اشکانیان در سوریه و آسیای صغیر، آنان توجه خود را به گستردن نفوذ خود در ارمنستان معطوف ساختند، جنگی یک صد ساله در حال پدید آمدن بود.
فرهاد چهارم جانشین اُرد فرمانروایی سنگدل بود چنان‌که پدر، برادران و پسر تازه بالغ خود را کشت، این امر موجب گریختن بسیاری از بزرگان پارت به بیرون از کشور شد، یکی از این بزرگان به نام مونائز (که سرداری نابغه بود به آنتونیوس امپراتور روم پناه برد و او نیز چند شهر سوریه را در اختیار مونائز گذاشت.
آغازگر جنگ تازه آنتونیوس بود که از آشتی مونائز با فرهاد چهارم غافلگیر شد و از مونائز خواست پس از بازگشت به ایران فرهاد را راضی کند تا پرچم‌ها و اسیران رومی نبرد حران (کارهه) را باز پس دهد. هنگامی که این پیشنهاد رد شد، آنتونیوس با یک سپاه بزرگ یکصد هزار نفری به سوی ایران رهسپار شد. او برخلاف کراسوس با توجه به اندرز آرتاواز ∗ شاه ارمنستان که ظاهراً جانب او را گرفته بود تصمیم گرفت به ماد آتروپات که منطقه‌ای کوهستانی و از یورش سوارانی پارتی در امان بود یورش برد، اما خطایی بزرگ کرد و ارتش خود را دو بخش نمود. خود با سپاه بزرگ‌تر پیش افتاد و همه تدارکات و دستگاه‌های جنگی و دژکوب را با دو لژیون مأمور کرد تا آهسته‌تر از پس او بیایند. فرهاد به محض آگاهی یافتن از حرکت آنتونیوس با شتاب راهی ماد آتروپات شد، آنجا نیز دریافت که رومیان دو دسته شده‌اند و چون می‌دانست محاصره فراسپه (تختگاه ماد) بدون دژکوب به درازا خواهد کشید به دسته دوم یورش برد و پس از نابودی دو لژیون همه تدارکات و جنگ‌افزارهای محاصره را نابود کرد. آتاواز شاه ارمنستان نیز دریافت که با این شرایط شکست رومیان حتمی است پس با متحدانش به سپاه ایران پیوست. آنتونیوس در وضع دشواری گرفتار شده بود، پارتیان سپاه روم را محاصره کردند و راه رسیدن مواد خوراکی را بر او بستند تا وادارش کنند نیروهای مهمی را از خود جدا کند، گشتی‌های فرهاد نیز از ناتوانی دشمن بهره می‌جستند و به آن آسیب می‌رساندند. آنتونیوس پس از آنکه دو بار بیهوده درخواست کرد پرچم‌ها و اسرای رومی را بازپس دهند، با نزدیک شدن زمستان تصمیم به عقب‌نشینی گرفت. سرانجام ۲۷ روز پس از ترک فراسپه و با از دست دادن یک سوم سپاهش به رود اَرَس در مرز ماد و ارمنستان رسید و از آنجا نیز با از دست دادن هشت هزار نفر از سربازانش خود را به سوریه رساند. بدین سان لشکر کشی روم بدون دست یافتن به هدفی به شکست انجامید. فرهاد نیز نخست ماد آتروپات را تسخیر نمود و به ایران پیوست و سپس ارمنستان را گرفت و آن را به عنوان کشوری دست نشانده تحویل آرتاکسس داد.
رومیان در سال ۲۰ پیش از میلاد برای پاک کردن ننگ شکست حران (کارهه) و محاصره فراسپه دوباره دست به لشکر کشی بر ضد ایران زدند این بار اُکتاویانوس امپراتور جدید روم خود رهسپار سوریه شد و پسر خوانده‌اش تیبریوس به ارمنستان یورش برد و این کشور دوباره به چنگ رومیان افتاد. فرهاد که دید از دو سو مورد یورش قرار گرفته تصمیم گرفت ریشه فتنه را بخشکاند پس موافقت نمود تا پرچم‌ها و اسیران به تیبریوس بازگردانده شوند.∗

او (بلاش) بارها ارمنستان را به لرزه درآورده‌است.  تاسیتوس

بلاش یکم (۵۱ تا ۷۹ میلادی) در سال ۵۴ میلادی پس از درگیری‌های فراوان برادر کوچک خود تیرداد را به پادشاهی ارمنستان رساند، این امر باعث برانگیختن خشم نرون امپراتور روم شد، پس سردار خود دومیتیوس کوربولون را مأمور اقدام نظامی علیه پارتیان نمود. نبرد در سال ۵۸ میلادی آغاز شد اما تیرداد با ترفندهای ماهرانه همهُ یورشها را خنثی نمود و در نتیجه کوربولون پیشنهاد گفتگو داد که به جایی نرسید. در واکنش رومیان در سه ستون وارد ارمنستان شدند و شهر آرتاکسات و سال بعد تیگرانوسرت را تصرف کردند، تیرداد کوشید از راه ماد آتروپات به ارمنستان بتازد اما به دلیل کمبود نیرو راه به جایی نبرد؛ رومیان تیگران نوه آرکلائوس واپسین شاه کاپادوکیه را بر تخت ارمنستان نشاندند. ∗ تیگران بی گمان به سفارش روم به آدیابن که تیول پارتیان بود تاخت و این کار بلاش یکم را وادار به مداخله کرد. بلاش از سه سو دست به یورش زد: یورش به ارمنستان و آدیابن به فرماندهی تیرداد و دیگر فرماندهانش و به سوریه با سپاهی بزرگ به فرماندهی خودش. رومیان در محاصره افتادند و کار به گفتگو کشید، شرایطی که ایرانیان بر رومیان تحمیل کردند بسیار سخت و خوارکننده بود و در عوض ایرانیان به کامیابی ای شگرف دست یافتند. ∗ در نتیجه قرار بر این شد که شاه ارمنستان از دودمان اشکانیان باشد ولی تاجش را از دست امپراتور روم بگیرد اما بلاش پیش از آنکه نرون تاج بر سر تیرداد شاه ارمنستان بگذارد خود در آیینی رسمی در برابر بزرگان پارت، ماد و ارمنستان بر سر او تاج گذاشت ∗ و آنگاه او را برای گرفتن تاج به روم فرستاد. بدین ترتیب ارمنستان بخشی از شاهنشاهی اشکانی شد.

#### اردوکشی تراژان به ایران
در ۱۱۴ میلادی تراژان (ترایانوس) امپراتور روم به بهانه اینکه خسرو اشکانی پارتاماسیس پسر دوم پاکور را بدون جلب توافق روم به پادشاهی ارمنستان رساند، با سپاهی در حدود یکصد هزار نفر به ارمنستان یورش برد∗. خسرو با توجه به برتری عددی رومیان (باید توجه داشت که در آن زمان دو نفر دیگر نیز در ایران مدعی پادشاهی بودند) به جنگ منظم تن نداد. ترایانوس (تراژان) بدون مقاومتی ارمنستان را گرفت و تبدیل به ایالتی رومی نمود سپس در ۱۱۵ وارد شمال بین‌النهرین شد و شهرهای نصیبین و اِدس و سلوکیه را بدون نبرد تسخیر نمود و تبدیل به ایالتی رومی ساخت و سپس در امتداد جنوب پیش رفت و شهر تیسفون را اشغال نمود و بر خود لقب «فاتح پارتیان» ∗ نهاد. آن گاه با کشتی از دجله تا خلیج فارس رفت و بیرق روم را برای اولین بار در آب‌های آن برافراشت و شهرهای خاراسن و خاراکس اسپاسینو را تسخیر نمود و به بابل بازگشت اما دریافت که خسرو در بسیاری از سرزمینهای تسخیر شده دست به ضد حمله زده‌است. وضع رومیان با شورش یهودیان از سیرناییک (برقه در لیبی) تا خاورمیانه بدتر شد. سرانجام نیز خسرو با یورش همه‌جانبه∗ در سه جبهه ماد، فرات و سلوکیه رومیان را پس راند. تراژان در همان سال مرد و هادریان، جانشین او، نیروهای رومی را از همه سرزمین‌های تحت کنترل ایران بیرون کشید.

#### جنگ بلاش چهارم با رومیان
دور تازه جنگ در زمان پادشاهی بلاش چهارم (۱۴۸/۱۴۹ تا ۱۹۳ میلادی) و با یورش ایران و تسخیر هم‌زمان ارمنستان و سوریه آغاز شد. در واکنش مارکوس اورلیوس امپراتور روم در سال ۱۶۲ میلادی سپاه بزرگی به فرماندهی آویدیوس کاسیوس به خاور گسیل داشت، این سپاه نخست ارمنستان را گرفت و آنگاه آدیابن و اوسروئن را تسخیر نمود، آنگاه سوریه را از پارتیان باز پس گرفت و سپس سلوکیه و تیسفون را تسخیر نمود.

#### سپتیموس سوروس و حمله به ایران
در ۱۹۷ میلادی رومیان به فرماندهی امپراتور سپتیموس سوروس به ایران لشکر کشید. وی نیروهای خود را به دو بخش تقسیم نمود بخشی از کنار کرانه فرات و بخشی درون قایق‌ها به پیشروی پرداختند و نخست سلوکیه و بابل و سپس با پیکارهای سخت تیسفون را (احتمالاً در ۱۹۸ اواخر میلادی) تسخیر کردند.
اما بر اثر یورشهای سهمگین پارتیان برای از میان بردن آذوقه و تدارکات رومیان، ایشان دست به عقب‌نشینی زدند و تقریباً همه سرزمینهای اشغالی را بازپس دادند.

#### کاراکالا و روح اسکندر
کاراکالا امپراتور تازه و جوان روم - که تصور می‌کرد روح اسکندر مقدونی در وجودش دمیده شده‌است - طرح‌های گسترش خواهانه‌ای دربارهٔ خاور داشت. وی در نظر داشت با حذف متحدان اشکانیان آن‌ها را ناتوان نموده و شکست دهد. وی نخست در ۲۱۳/۲۱۴ میلادی پادشاهان اوسروئن و ارمنستان را به روم دعوت نمود و سپس هر دو را زندانی کرد، آنگاه به این سرزمینهایشان تاخت، اوسروئن را به آسانی تسخیر نمود ولی ارمنیان در برابرشان ایستادگی کردند، کارکالا که می‌خواست کار اشکانیان را یکسره کند در ۲۱۶ میلادی به آدیابن یورش بردند و تا اربیل (آربل) پیش راندند و به گورهای پادشاهی بی حرمتی کردند سپس به سوی آشور پیشروی نمودند. اردوان چهارم در بهار ۲۱۷ میلادی با سپاهی بزرگ در شمال بین‌النهرین دست به ضد حمله زد اما نیروهای اصلی با هم درگیر نشدند زیرا خود کاراکالا کشته شد و جانشینش ماکرینوس می‌خواست هر چه زودتر به جنگ پایان دهد، گفتگوهای صلح آغاز شد که کار به جایی نبرد پس در ۲۱۸ میلادی در نزدیکی‌های نصیبین جنگ به مدت سه روز میان سپاه ایران و روم درگرفت که منجر به پیروزی ایران شد و رومیان وادار به پرداخت ۲۰۰میلیون سیسرون یا ۵۰ میلیون دینار غرامت به ایران شدند.∗.

## جنگ‌های ساسانیان و رومیان

#### شاپور و سه امپراتور روم
سقوط هترا شکست سخت برای رومیان به‌شمار می‌رفت و در نتیجه آن وضع سوق‌الجیشی ساسانیان در شمال میان‌رودان بسیار رو به بهبود گذارده بود. بدین نتیجه تنش پنهانی میان امپراتوری روم و ساسانیان به هنگام مرگ اردشیر بابکان در سال ۲۴۱ میلادی افزایش یافت. در دوره جانشین وی، شاپور یکم، جنگ و جدال بار دیگر آغاز شد.[۴۱] گوردیانوس در بهار سال ۲۴۳ توانست لشکر عظیم خود را از انطاکیه به سمت سوریه راه بیندازد و با گذر از فرات، در نبرد رأس‌العین، شهرهای کاره و نصیبین را به چنگ خود درآورد و سپس در رؤیایی با سپاه ایران در منطقه رسینا ــ شهری کهن در سوریه ــ توانست طی درگیری‌های انجام شده، سپاه ایران را شکست دهد. بعد از اتمام جنگ به آسورستان رسیدند و پس از ورود به این منطقه قصد حمله به تیسفون را داشتند اما در سال ۲۴۴ هنگامی که سپاه گوردیانوس در شمال تیسفون در نزدیکی مشیک، با سپاه ایران به رهبری شاپور مواجه شد و در جنگ با سپاه ساسانی شکست خورد؛ در این جنگ گوردیانوس در ۳ فوریه ۲۴۴ کشته شد. هنگامی که شاپور این پیروزی را به‌دست‌آورد، شهر مشیک را پیروز شاپور نامید.[۴۲]
طبق نوشته‌های نویسندگان رومی، علت شکست آنان از سپاه ایران توطئه فیلیپ عرب فرمانده نگهبانان سپاه روم علیه گوردیانوس می‌باشد.[۴۳] طی معاهده انجام شده بین فیلیپ و شاپور در سال ۲۴۴ میلادی اهالی رومی میان‌رودان و ارمنستان به ایران واگذار شد و رومیان پانصد هزار دینار طلا برای آزادسازی رومیان به ایرانیان پرداخت کردند؛[۴۴] و هزینه‌ای که ارمنستان در برابر دفاع از دژهای قفقاز به رومیان می‌پرداخت به ایرانیان واگذار شد.[۴۵] قرارداد مورد توافق شاپور و فیلیپ عرب در سال ۲۴۴ فقط سالیانی اندک دوام یافت. علت آغاز برخورد و جنگ دوباره میان دو امپراتوری به گفته شاپور، سیاست سختگیرانه امپراتوری روم نسبت به ارمنستان بود.[۴۶]

#### شاپور و پارتیان ارمنستان
ارمنستان بزرگ از زمان اشکانیان از عوامل عمدهٔ بروز اختلاف و آغاز جنگ و درگیری میان ایران و روم بود. موقعیت ارمنستان که در شمال غربی ایران در منطقه‌ای کوهستانی قرار داشت، برای هر دو سو از نظر نظامی بسیار مهم بود. روم با در دست داشتن ارمنستان می‌توانست هر وقت که بخواهد ایران را از شمال غرب و غرب مورد تاخت و تاز قرار دهد و با تصرف راه‌های نظامی آن، ایران را از ذخایر نظامی خود در شرق محروم سازد، چرا که پایتخت شاهنشاهی ساسانی در تیسفون در کنار رود دجله و فرات جای داشت. ارمنستان برای دولت ایران سر پل مهمی بود که از آن طریق می‌توانست به آسیای صغیر حمله کرده و خود را به دریای سیاه برساند.[یادداشت ۶][۴۷]
پس از بسته شدن قرارداد ۲۴۴ میلادی فیلیپ عرب ارتباط خود را با پادشاه پارتی ارمنستان قطع نمود و از دخالت در این سرزمین خودداری کرد. حکومت ساسانیان که از زمان اردشیر درگیر جنگیدن با ارمنستان بودند سرانجام پس از مرگ خسرو بزرگ [پادشاه آرشاکونی ارمنستان] سپاهیان شاپور توانستند در سال ۲۵۳–۲۵۲ ارمنستان را از آن خود کنند. طبق نوشته‌های یغیشه وارداپت نویسنده و مورخ ارمنی، گمان می‌رود که برداران خسرو او را به قتل رسانده باشند. در نهایت پس از مرگ خسرو راهب‌های ارمنی تیرداد پسر خسرو را به روم فرستادند. ارمنستان به یک استان جدید برای ساسانیان مبدل شد و هرمزد پسر شاپور که پدر را در جنگ با رومیان همراهی نموده بود، توانست با لقب «بزرگ شاه ارمنستان» فرمانروایی این سرزمین را کسب کند.[۴۸] ساسانیان با تصرف این سرزمین توانستند بزرگ‌ترین و مهم‌ترین پایگاه رومیان را به چنگ خود درآورند و یکی از پیامدهای مثبت این سرزمین، موفقیت حکومت ساسانی در جنگ‌های آینده با روم بود. علاوه بر اهمیت سیاسی آن می‌توان به برتری بازرگانی و جنگی ساسانیان در مقابل منطقه قفقاز اشاره نمود.[۴۹] و در نهایت شاپور توانست از این سرزمین، برای حملات مکرر به قفقاز استفاده لازم را بکند.[۵۰]
از دست دادن ارمنستان برای روم شکستی بزرگ بود.[۵۱] گرجستان نیز که در گذشته متحد روم و ارمنستان بود، در این دوران از شاپور شکست خورد و آن‌گونه که از رویدادنامه‌های گرجی برمی‌آید، پسری از وی به نام مهران سوم، بنیان‌گذار خسرویانی‌ها در گرجستان شد که بعدها آیین مسیحیت را برگزیدند.[۵۲] پیروزی بر گرجستان و ارمنستان و رفع هرگونه دغدغه از جانب آن نواحی، شاپور را به یورش به سوریه هم تحریک کرد.[۵۳] با پشتیبانی دولت روم، ارمنستان در سال ۲۵۳ میلادی کوششی برای بازیابی استقلال ازدست‌رفتهٔ خود کرد. اما سپاه شاپور در دفع این اقدام با قاطعیت عمل کرد و تا چندین سال پس از مرگ او نیز تیرداد[یادداشت ۷] پسر خسرو و مدعی تاج و تخت ارمنستان، برای تجربهٔ تازه‌ای در این زمینه جرأت نیافت.[۵۴]

#### دور دوم جنگ شاپور با روم
نوشتارهای اصلی: محاصره نصیبین (۲۵۲)، نبرد باربالیسوس و محاصره دورا اروپوس (۲۵۶)

شاپور یکم در ۲۵۲ تا ۲۵۳ میلادی سری دوم از جنگ‌هایش علیه امپراتوری روم را آغاز کرد. با اینکه حملاتی به مرزهای شرقی ساسانیان صورت گرفت، اما شاپور از جنگ در جبههٔ غربی منصرف نشد ونصیبین در سال ۲۵۲ میلادی تسخیر کرد.[۵۵] وی پس از تسخیر نصیبین، یکی از مهم‌ترین نقاط استراتژیک امپراتوری روم، ارتش قدرتمند روم را به بهانه حمایت آنها در امور ارمنستان در نبرد بربلیسوس شکست داد.[یادداشت ۸]
دو دیگر [در جنگ دوم]، قیصر دروغ گفت و در ارمنستان گناه کرد؛ و ما به شهر روم [امپراتوری روم] تاختیم و در باربالیسوس یک سپاه شصت هزار نفری از رومیان نابود شد؛ و شهر آسورستان و آنچه پیرامون آن بود، همه سوخت، نابود گردید و به تاراج رفت.[۵۶]
علاوه بر این شهرها شاپور از ۳۶ شهرستان دیگر که از رومیان گرفته سخن می‌گوید؛ و احتمال داده می‌شود که منظور از دروغ گفتن قیصر، فراری دادن تیرداد به روم و پشتیبانی دوباره روم از ارمنستان باشد که این عملکرد از دیدگاه شاپور به منظور عمل نکردن به قرارداد ۲۴۴ میلادی می‌باشد. پس از آن شاپور مبادرت به محاصره انطاکیه کرد و موفق شد این شهر را نیز فتح و ضمیمه شاهنشاهی ساسانی بکند. به گزارش آمیانوس مارسسلینوس، هنگامی که سپاه ساسانی به این مکان هجوم آوردند مردم انطاکیه از این موضوع مطلع نبودند.[۵۷] در میان این جنگ سیریادس کوریادس که شاپور قول امپراتوری روم را به او داده بود، سپاه ساسانیان را تا انطاکیه راهنمایی کرد.[۵۸] طبق گزارش‌های رومیان کوردیادس، در ابتدا به هرمزد و آنگاه به شاپور در پیشروی و حمله به انطاکیه کمک کرده‌است. احتمال داده می‌شود که هرمزد بعد از فتح کاپادوکیه پدر خود را در نبرد انطاکیه همراهی نموده‌است؛ و طبق اطلاعاتی از کتیبه کعبه زرتشت به دست آمده‌است هرمزد به همراهی کوردیادس برای اینکه راه فرار از طریق دریا را به سوی انطاکیه ببندد سلوکیه را فتح نمود و سپس به سپاه پدرش پیوست.[۵۹] شاپور یکم، پس از اینکه شهر انطاکیه تسخیر کرد، به سمت شهر دورا اروپوس حمله بردند و آن را محاصره کرد. در این محاصره ساسانیان از سلاح شیمیایی استفاده کردند. در طول محاصره ساسانیان چندین تونل در اطراف شهر حفر کردند. رومی‌ها نیز تونل‌هایی حفر کردند برای رسیدن به حفاران ساسانی برای مبارزه با آنان، هنگامی که دو نیروی رومی و ساسانی به هم رسیدند، ساسانیان برای مقابله با آنان از نوعی سلاح شیمیایی، مشتعل مخلوطی از گوگرد وقیر استفاده کردند که باعث تولید ابری از گوگرد دی‌اکسید شد، که به کشته شدن بیست سرباز رومی انجامید. باستان شناسان در سال ۱۹۳۰ میلادی آن مکان را حفاری کردند و در سال ۲۰۰۹ آزمایش‌ها نشان داد که در تونل گوگرد دی‌اکسید وجود دارد. سرانجام سپاه ساسانیان دورا اروپوس را در سال ۲۵۶ میلادی به تصرف خود درآورد.[۶۰]

## لشکرکشی کاروس

#### شکست نرسه از روم
ارمنستان از زمان اردشیر تابع ایران بود ولی ارامنهْ شاهزادگان سلسله ساسانی را از جهت تعصب آن‌ها نسبت‌به مذهب زرتشتی نمی‌پذیرفتند. وقتی که دیوکلسین امپراتور روم شد تیرداد پسر خسرو پادشاه ارمنستان را که اردشیر کشته‌بود به پادشاهی این مملکت معین کرده با سپاهی به آن سمت فرستاد. ارامنه او را با آغوش باز پذیرفتند ولی طولی نکشید که نرسه او را از آنجا براند و تیرداد نزد دیوکلسین که در این زمان در اعلی درجه قدرت بود رفته، حمایت او را خواستار شد، و امپراتور هم به گالریوس سردار قشون روم در دانوب امر کرد به سوریه رفتهْ قشون رومی را به قصد ایران حرکت دهد. از طرف دیگر نرسه به بین‌النهرین تاخت و در جلگه این مملکت در نزدیکی حرّان تلاقی دو سپاه روی داد و جنگ سختی درگرفت. در مدت دو روز، جنگ بی‌نتیجه بود؛ روز سوم سواران ایرانی قشون رومی را شکسته، چنان تار و مار کردند که فرصت عقب‌نشینی نیافت و گالریوس و تیرداد خود را به فرات انداخته، به صعوبت جان به در بردند.
سال دیگر در موقع زمستان (۲۹۷ م) دیوکلسین همان سردار را به طرف ایران فرستاد تا شکست‌های خود را جبران کند. گالریوس نظر به تجربه‌ای که آموخته بود از جنگ با سواره‌نظام ایران در جلگه‌ها احتراز کرده، از طرف ارمنستان به ایران حمله کرد و ناگهان به اردوی ایران شبیخون زده فاتح شد. بر اثر آن نرسه زخم برداشته با زحمت زیاد فرار کرد و بسیاری از نجبای ایرانی از جمله خانواده پادشاه اسیر شدند. پس از آن نرسه سفیری نزد گالریوس فرستاده خواستار صلح شد؛ بعد سفیری از روم نزد او آمده شرایطی سنگین برای صلح معین کرد که موسوم به عهدنامه نصیبین است:
۱) واگذاری پنج ولایتی که در ساحل راست دجله واقع بودند. ۲) عدم دخالت ایران در امور ارمنستان و واگذاری قلعه زِنتا (واقع در آذربایجان) به مملکت مزبور. ۳) تصدیق بر اینکه گرجستان تحت‌الحمایه روم است (اهمیت این مطلب از اینجا بود که گرجی‌ها دربند داریال را در کوه‌های قفقاز متصرف بودند و مردمان شمالی با رضایت آن‌ها می‌توانستند به حدود ایران تجاوز نمایند). ۴) اعتراف به اینکه رود دجله سرحد دولتین است. ۵) نصیبین یگانه محلی برای مبادله مال‌التجاره بین ایران و روم خواهد بود (این بند را به خواهش نرسه حذف کردند)
بدین ترتیب دجله سرحد دولتین گردید (۲۹۷ م) و همجواری روم، آذربایجان و تیسفون را مورد تهدید قرار داد. در هیچ زمانی، چه در دوره اشکانیان چه بعد از آن، ایران چنین عهدنامه بدی با دولت روم منعقد ننموده‌بود؛ این بود که پس از انعقاد این عهدنامه نرسه دیگر نتوانست سلطنت کند، استعفا کرده و پس از چندی در ۳۰۱ میلادی از غصّه درگذشت.

#### حمله ژولیان به ایران
حمله ژولیان (Julian)به ایران یا جنگ ایران و روم سال ۳۶۳ یکی از جنگ‌های بزرگ دوران باستان بود که به شکست سنگین امپراتوری روم از شاهنشاهی ایران انجامید.
این جنگ در زمان شاهنشاهی شاپور دوم شاه ساسانی و زمامداری ژولیان در روم بین دو کشور اتفاق افتاد .
ژولیان با 85 هزار لشکر خود و 20 هزار نیروی دریایی و همراهی یک هزار کشتی کوچک حامل آذوقه و اسلحه و 500 ناو جنگی و 50 کرجی بزرگ برای پل سازی که همگی روی رود فرات شناور بودند به سوی جنوب بین النهرین حرکت نمود.
سپاه روم از طریق رود فرات خود را به حومه تیسفون رسانید ولی به علت حملات پی در پی ارتش ایران تصمیم به عقب نشینی گرفت . در سلسله نبرد های بعدی در طی این عقب نشینی ، امپراتور روم کشته شدو جانشین او ژوویاندر نزدیکی سامرا معاهده ای با شاپور دوم امضا کرد که در آن شهرهای نصیبین و سینگارا با همه دژهایشان به ایران سپرده شدند و روم متعهد شد که هیچ دخالتی در امور ارمنستان نداشته باشد. این امر به تصرف ارمنستان توسط ایران نیز انجامید .

### ظهور امپراتوری بیزانس

#### حمله بهرام گور به روم
جنگ ساسانیان و رومی‌ها (۴۲۱–۴۲۲) نام جنگ بین امپراتوری روم شرقی و ساسانیان بود. علت آن، اعدام چند مسیحی به دستور بهرام گور به خاطر حمله به آتشکده‌های زرتشتی بود. امپراتور روم شرقی تئودوسیوس دوم اعلام جنگ کرد و چند پیروزی به دست آورد اما در نهایت هر دو طرف به یک قرارداد صلح و بازگشت به شرایط قبل از جنگ راضی شدند.

#### جنگ ۴۴۰
این نبرد درگیری کوتاهی میان ساسانیان و امپراتوری بیزانس بود. دلیل کوتاه بودن این جنگ تحت حمله قرار گرفتن استان‌های جنوبی روم به دست وندال‌ها بود که رومیان را واداشت این جنگ را به سرعت تمام کنند و تمرکز خود را روی وندال‌ها بگذارند و به ساسانیان در ازای صلح پول دادند و غرامت پرداخت کردند.

#### جنگ آناستازی
این جنگ پس از صلحی دراز رخ‌داد. قباد یکم -که در قبال یاری‌رساندن به هپتالیان برای رسیدن به تاج‌تخت، وامدار ایشان بود- نیاز بسیاری به منابع مالی داشت. طغیان دجله نیز سبب قحطی و تنگدستی گشته‌بود. قباد درخواست قرض پول از آناستاسیوس یکم امپراتور روم شرقی کرد، ولی آنگاه آناستاسیوس از یاری ایرانیان خودداری نمود، قباد کوشید به زور متوسل‌گردد.
در ۵۰۳ میلادی ارزروم-یکی از منطق مرزی- با پشتیبانی نیروهای بومی به دست قباد افتاد. رومیان به زودی شهر را پس گرفتند، ولی سپاهیان قباد آمد را در پاییز و زمستان همان سال محاصره نمودند. پس از شهربندان بی‌حاصل ایرانیان به اسروئن تاختند و رها نیز به همان شکل به محاصره درآمد. در ۵۰۴ میلادی در پی تاخت هون‌ها به ارمنستان دو طرف به‌طور موقت دست از جنگ کشیدند. پس از آن بر اثر بدگمانی باز هم درگیری‌هایی میان دو سوی درگیر رخ‌داد، ولی سرانجام در ۵۰۶ پیمان صلحی بسته‌شد. برپایهٔ این پیمان دو طرف تا هفت سال را در آشتی می‌ماندند.

#### جنگ ایبری
در سال ۵۲۵، کواد یکم از ژوستین یکم خواست تا پسرش خسرو را به فرزند خواندگی قبول کند؛ اتفاقی که در میان فرمانروایان ایران و روم سابقه داشت و یزدگرد یکم نیز تئودوسیوس را به فرزند خواندگی پذیرفته بود. اما به نظر می‌رسد که این درخواست توسط ژوستین رد شده‌است. همین مسئله به تنش میان دو دولت دامن زد و زمانی که گورگن، پادشاه ایبری در همان سال با رومیان متحد شد، جنگ جدیدی میان ایران و روم آغاز گردید؛ جنگ ایبری. جنگ به فراقفقاز و میانرودان کشیده شد و در ابتدای جنگ، ایرانیان برتری قاطعی داشتند، شورشی در ایبری را سرکوب کرده بودند و حمله رومیان به تبتا و نصیبین نیز دفع شده بود. ژوستینیان یکم، امپراتور جدید روم که اوضاع را بحرانی می‌دید، به سازماندهی مجدد نیروهای رومی در شرق پرداخت.
در سال ۵۳۰، یک هجوم همه‌جانبه از سوی ایرانیان به میانرودانِ روم، توسط نیروهای بیزانسی به رهبری بیلیساریوس در نزدیکی دارا پس رانده شد. اندکی بعد رومیان با موفقیت در استاتلا به رهبری سیتاس یک تهاجم دیگر از سوی نیروهای ایرانی را نیز دفع کردند. اما در سال ۵۳۱ بیلیساریوس توسط نیروهای متحد ایران و بنی‌رخم در نبرد کالینیکوم شکست خورد. در همان سال، چند دژ ارمنی توسط رومی‌ها فتح شد، درحالی که ایرانیان دو قلعه در شرق لازیکا را به دست آورده بودند. پس از نبرد کالینیکوم، ایرانیان و رومیان به مذاکره با یکدیگر پرداختند، اما راه به جایی نبردند. کواد ساسانی درست در زمانی که نیروهای ساسانی مارتروپولیس را محاصره کرده بودند، درگذشت که به همین دلیل این شهربند نیمه‌کاره رها شد. مذاکرات صلح پس از مرگ کواد دوباره آغاز شد و دو طرف در بهار ۵۳۲ صلحی را که موسوم به صلح ابدی بود، به امضا رساندند؛ هرچند این صلح تنها هشت سال دوام آورد. هر دو طرف، مناطق اشغال شده را رها کردند و البته قرار شد رومیان به ایران ۵٬۰۰۰ کیلوگرم طلا به عنوان خراج پرداخت کنند. ایبری نیز در دست ایران باقی ماند. به ایبری‌هایی که در جریان جنگ مجبور به ترک وطن خود شده بودند نیز از سوی دو دولت این امکان داده شد که در خاک روم بمانند، یا بدون هیچ مشکلی به ایبریِ ایران بازگردند.

## پیامد
اثر ویران‌کننده واپسین جنگ میان ایران و روم، پایان سرنوشت‌سازی بر یک قرن جنگ‌های مداوم میان دو امپراتوری بود و به گفته جورج لیسکا، «راه را برای ظهور اسلام هموار کرد». زمانی که کواد دوم تنها چند ماه پس از برتخت‌نشینی جان خود را از دست داد، ایران درگیر بحران‌های مختلفی نظیر جنگ‌های داخلی، کشمکش میان خانواده شاهنشاهی و طاعون بود. ورشکستگی اقتصادی، افزایش سرسام‌آور مالیات‌ها برای تأمین هزینه جنگ خسرو پرویز، بحران مذهبی و افزایش قدرت روزافزون فرمانروایان محلی، وضعیت را حتی از پیش نیز بحرانی‌تر کرد. وضعیت امپراتوری بیزانس نیز بهتر از این نبود، هزینه‌های گزافی که صرف جنگ شده بود، بازآمدی به جز پس گرفتن سرزمین‌های سابق امپراتوری نداشت و بدتر از آن، بخش بزرگی از بالکان نیز به دلیل حملات اسلاوها از چنگ قسطنطنیه خارج شده بود و آناتولی که بزرگ‌ترین جبهه نبردهای میان ایران و روم در جنگ‌های اخیر بود، به ویرانه‌ای تبدیل گردیده بود؛ اما بزرگ‌ترین بحرانی که گریبان‌گیر رومیان شده بود، این بود که قفقاز، سوریه، بخش‌هایی از میانرودان، فلسطین و مصر که به تازگی به روم بازگردانده شده بودند، پس از حدود یک دهه اشغال توسط نیروهای ایرانی، دیگر هیچ وابستگی‌ای به روم نشان نمی‌دادند.
شرایط زمانی بدتر شد که هیچ‌کدام از دو امپراتوری این فرصت را پیدا نکرد تا بتواند خود را بازیابی کند. قبایل عرب که زیر پرچم اسلام با یکدیگر متحد شده بودند، درست پس از پایان جنگ ایران و روم، مانند سونامی شن از صحرای عربستان بیرون ریختند و زیر فشار حملات آنان، شاهنشاهی ساسانی پس از بیش از چهار قرن فرو ریخت و ایران به جز سرزمین تبرستان به‌طور کامل توسط مسلمانان فتح شد. در جریان جنگ‌های اعراب و بیزانس نیز امپراتوری روم به‌طور کامل از استان‌های شرقی و جنوبی‌اش، سوریه، ارمنستان، مصر، شمال آفریقا و بخش‌هایی از آناتولی بیرون رانده شد و عملاً قسطنطنیه تنها شهر پرجمعیت باقی‌مانده برای امپراتوری روم بود. با این حال، برخلاف شاهنشاهی ایران، امپراتوری روم در نهایت از حملات اعراب و دو محاصره قسطنطنیه جان سالم به در برد؛ هرچند سرانجام سقوط امپراتوری روم به دست مسلمانان رقم خورد.

## ارزیابی
به عقیده برخی تاریخ‌نگاران، جنگ‌های ایران و روم احتمالاً «تکراری‌ترین» بخش تاریخ جهان است: یکی از طرفین به دیگری حمله می‌کند، چند شهر را تسخیر کرده و چند سال بعد در حمله طرف مقابل آن‌ها را از دست می‌دهد؛ و این چیزی است که در طول هفت قرن بارها و بارها تکرار می‌شود. کاسیوس دیو تاریخ‌نگار باستانی رومی در بخشی از نوشته‌هایش جنگ‌های روم و ایران را «چرخه پایان ناپذیر از رویارویی نظامی و منبع جنگ‌های بی‌پایان و هزینه زیاد برای ما [روم]» توصیف می‌کند. او ادامه می‌دهد که «ما باید برای این جنگ‌ها هزینه زیادی کنیم درحالی که سود بسیار کمی نصیبمان می‌شود.»
ثبات مرز میان دو دولت در طول هفت قرن جنگ، تاریخ‌دانان را شگفت زده کرده‌است. در واقع زمانی که هراکلیوس و پوراندخت برای آخرین بار میان ایران و روم صلح برقرار کردند، مرز میان دو سرزمین همان مرز میان دو امپراتوری در زمان حمله کراسوس به ایران بود. در این میان تنها چند شهر مانند نصیبین، سینگارا و دارا میان دو امپراتوری دست به دست می‌شدند. فرای در این رابطه می‌گوید:
حاصل خون‌های ریخته شده [در جنگ‌های ایران و روم] تنها چند متر از خاک طرف مقابل بود و هیچ‌کدام از طرفین پیروزی چشم‌گیری کسب نکرد. ایران و روم در «نخستین جنگ جهانی» ِ تاریخ بهای زیادی پرداختند اما چیز زیادی به دست نیاوردند.— ریچارد فرای
هرچند در سده‌های ابتدایی جنگ‌ها برای کسب افتخار و شهرت به راه می‌افتادند، اما از زمان کنستانتین رنگ و بوی مذهبی نیز به خود می‌گیرند. کنستانتین به خود لقب نگهبان مسیحیان ایران داد و این باعث ایجاد یک نوع سوظن از سوی شاهنشاهان ایرانی نسبت به مسیحیان قلمروی خود شد. در آخرین دور جنگ‌های ایران و روم، خسرو پرویز چلیپای راستین را از اورشلیم به ایران آورد و او از این کار به دنبال این بود تا آن نشان دهد که تمام جهان مسیحی تحت فرمان ایران درآمده است. در مقابل هراکلیوس، امپراتور روم، خسرو پرویز را دشمن خدا اعلام کرد. در همین رابطه نفرت شدید نویسندگان مسیحی و رومی اواخر قرن ششم و اوایل قرن هفتم از ایران بسیار واضح است.

## تاریخ‌نگاری
منابع باستانی برای تاریخ شاهنشاهی اشکانی و جنگ‌های آنان با روم بسیار اندک و ناچیزند. اینگونه که پیداست، اشکانیان تاریخ خود را سینه‌به‌سینه نقل می‌کردند و به همین دلیل، با سقوط آنان تقریباً همه دانسته‌های مربوط به تاریخ اشکانی نیز به فراموشی سپرده شد. منابع مربوط به این دوره توسط تاریخ‌نگاران رومی، به‌طور مشخص تاکتیکوس، ماریوس، ماکسیموس و یوستین، و منابع یونانی، از جمله هرودیان، کاسیوس دیو و پلوتارک هستند. کتاب سیزدهم سیبلین اورکالس به روایت تاریخ سوریه در جنگ‌های ایران و روم از زمان گوریان سوم تا انتصاب آذینه پالمیرایی به استانداری این ناحیه می‌پردازد. پس از پایان یافتن روایت تاریخِ هرودیان، دیگر هیچ منبع معاصر رومی از این دوره در دست نیست و نوشته‌های بعدی که به دست ما رسیده‌اند، مربوط به قرن چهارم میلادی هستند که تحت تأثیر گرایش مسیحی نویسندگان آن عصر نوشته شده‌اند.
تاریخ مربوط به اوایل دوره ساسانی که توسط نویسندگان آن دوره ضبط شده‌است، به دست ما نرسیده و بهترین منابع موجود قرن‌ها بعد نوشته شده‌اند؛ مانند نوشته‌های فردوسی، طبری، آلاتیاس و مالالاس یونانی، آگاتانگلوس ارمنی و دو رویدادنامه سوریایی، یعنی رویدادنامه‌های ادسا و عربلا هستند. بیشتر مطالبی که از این منابع به دست ما رسیده، بر اساس نوشته‌های درباری اواخر دوره ساسانی نوشته شده‌اند. تاریخ قیصرها نیز نه معاصر اوایل دوران ساسانی است و نه چندان معتبر است؛ با این حال بهترین منبع موجود برای زندگی سوروس و کاروس هستند. سنگ‌نبشته سه‌زبانه (پارسی میانه، پهلوی و یونانی) شاپور یکم در کعبه‌زرتشت نیز جز منابع دست اول است. با این حال، ساسانیان از اواسط دوران خود دیگر علاقه زیادی به حک سنگ‌نبشته نیز نشان ندادند.
برای سال‌های ۳۵۳ تا ۳۷۸، منبع معتبری که خود نویسنده در بطن اتفاقات حاضر بوده‌است، یعنی Res Gestae اثر آمیانوس مارسلینوس در دست است. برای اتفاقات قرون چهارم تا ششم، نوشته‌های سوزومنوس، زوسیموس، پریسکوس و زناراس منابع نسبتاً معتبری هستند. بهترین نوشته در رابطه با جنگ ژوستینیان با ایران، نوشته‌های پروکوپیوس است که تنها تا سال ۵۵۳ میلادی را پوشش می‌دهد. تئوفلیکت سیموکتا بهترین نوشته‌های مربوط به دوران امپراتور موریس را ارائه می‌دهد و برای اتفاقات سال‌های پایانی جنگ‌ها نیز آثار تئوفانس و اشعار جورج پیسیدیایی مفید هستند. در کنار منابع بیزانسی، دو تاریخ‌نگار ارمنی یعنی سبئوس و موسی خورنی مطالب معتبری، به خصوص در رابطه با حضور هراکلیوس در جنگ ارائه می‌دهند که از سوی هاوارد جانسون به عنوان «مهم‌ترین منابع غیراسلامی» توصیف شده‌اند.